# Médules
Ne doit pas être confondu avec Médulles.
Les Médules (Meduli en latin) étaient le peuple aquitain du littoral girondin qui laissa son nom au Médoc. Leur nom serait d'origine hydronymique.
La Chronique des Normands, mentionne en 848 l'incendie de la ville de Metullium lors du retrait des Normands de Burdigala (Bordeaux). Certains auteurs ont rapproché le nom de cette ville à celui des Médules de l'Antiquité.

## Ethnonyme
Quoique le peuple soit aquitain, Médule est néanmoins probablement de linguistique proto-celte, référant soit à la culture du vin et précisément l'ivresse procurée (déesse Meduna), soit au jugement/à la puissance plus plausiblement (les Romains ayant introduit la viticulture, et l'ethnonyme Gaulois référant lui-même à la puissance).